# Clement Liebert
Clement Liebert (fl. fra il 1433 e il 1454) è stato un cantore e compositore fiammingo, appartenuto alla Scuola franco fiamminga, attivo a Roma e alla Corte di Borgogna.

## Biografia
La sua vita è brevemente documentata per soli due brevi periodi. Come molti compositori nati negli attuali Paesi Bassi, passò parte della sua vita in Italia dove cantò nella Cappella papale nel 1433. La sua presenza è altresì documentata presso la Cappella della Corte di Borgogna, dove fu cantore dal 1441 al 1454.
Solo una composizione è sicuramente attribuibile a lui, una canzone, Comment porray. Il manoscritto che la contiene, un tempo custodito alla Strasbourg Bibliothèque Municipale, venne distrutto il 24 agosto 1870, durante l'assedio di Strasburgo nel corso della guerra franco-prussiana.
Non è noto se Liebert fosse parente di Reginaldus Libert (Liebert), un altro compositore della scuola di Borgogna che fu uno dei primi ad usare il falso bordone in un pezzo dell'ordinario della messa. Sembra possibile che Clement Liebert sia la stessa persona di J. de Climen, un compositore fiorito intorno al 1430, il cui canone a due voci venne attribuito su di un manoscritto un tempo conservato alla Strasbourg library e ora andato distrutto.